# Ella, elle l'a
Ella, elle l'a è un singolo della cantante francese France Gall, pubblicato il 24 agosto 1987 ed estratto dall'album Babacar. Autore del brano è Michel Berger.
Il singolo, pubblicato su etichetta Apache Records/WEA, raggiunse il primo posto delle classifiche in Austria e Germania e il secondo in Francia.

## Descrizione
(Ella, elle l'a (1987))
Il brano è dedicato alla cantante Ella Fitzgerald ed esprime il concetto che questa cantante aveva qualcosa che si trova solo in lei e che altri non hanno, non solo nella voce (da qui il titolo "Ella elle l'a", ovvero "Ella, ce l'ha").

## Tracce
7" e 12"
1. Ella, elle l'a – 4:49
2. Dancing Brave – 3:06

## Classifiche
| Classifica  | Posizione massima | Nr. di settimane |
| ----------- | ----------------- | ---------------- |
| Austria     | 1                 | 16               |
| Belgio      | 2                 | 27               |
| Germania    | 1                 | 20               |
| Paesi Bassi | 38                | 8                |
| Svezia      | 4                 | 6                |
| Svizzera    | 5                 | 16               |

## Cover
Tra gli artisti che hanno inciso o eseguito pubblicamente una cover del brano, figurano (in ordine alfabetico):
- Alizée (2003)
- Aurélie Konaté, Emma Daumas, Eva, Nolwenn Leroy & Anne-Laure Sibon (2002)
- Léa Deleau
- Ella Endlich
- Envoy
- Ulla Haesen (2010)
- Jenifer (2013)
- Marie Myriam (1988)
- Kate Ryan (2008)[2][3][5]
- Hélène Ségara (2011)

### La cover di Kate Ryan

#### Tracce
7" e 12"
1. Ella, elle l'a (Radio Edit) – 4:49
2. Elle, elle l'a – 3:06 – Extended Version (6:07)

### Adattamenti in altre lingue
- Il brano è stato adattato in tedesco da Peter Held con il titolo Schneller, heller: questa versione è stata interpretata da Juliane, Jana, Florian e Patrick[2][6]